# Christian Süß
Christian Süß (n. 28 iulie 1985, Ahlen, Republica Federală Germania, Germania) este un jucător de tenis de masă ce a reprezentat Germania, medaliat olimpic. A participat la o ediție a Jocurilor Olimpice (2008) în care a câștigat o medalie de argint.

## Participări
Lista de mai jos prezintă principalele competiții la care a participat Christian Süß de-a lungul carierei.
- table tennis at the 2008 Summer Olympics – men's team[*]